# Phoradendron undulatum
Phoradendron undulatum är en sandelträdsväxtart som först beskrevs av Johann Baptist Emanuel Pohl och Dc., och fick sitt nu gällande namn av August Wilhelm Eichler. Phoradendron undulatum ingår i släktet Phoradendron och familjen sandelträdsväxter. Inga underarter finns listade i Catalogue of Life.